# Harry Ryan
Harry Edgar Ryan (ur. 21 listopada 1893 w St. Pancras, zm. 14 kwietnia 1961 w Ealing) – brytyjski kolarz torowy, dwukrotny medalista olimpijski oraz wicemistrz świata.

## Kariera
Pierwszy sukces w karierze Harry Ryan osiągnął w 1913 roku, kiedy zdobył srebrny medal w sprincie indywidualnym amatorów podczas mistrzostw świata w Berlinie. W zawodach tych wyprzedził go jedynie jego rodak William Bailey, a trzecie miejsce zajął Niemiec Christel Rode. Na rozgrywanych siedem lat później igrzyskach olimpijskich w Antwerpii wspólnie z Thomasem Lance'em wywalczył złoty medal w wyścigu tandemów. Na tych samych igrzyskach zdobył ponadto brązowy medal w sprincie indywidualnym, wyprzedzili go tylko Holender Maurice Peeters oraz kolejny Brytyjczyk Thomas Johnson.